# ژول رومن

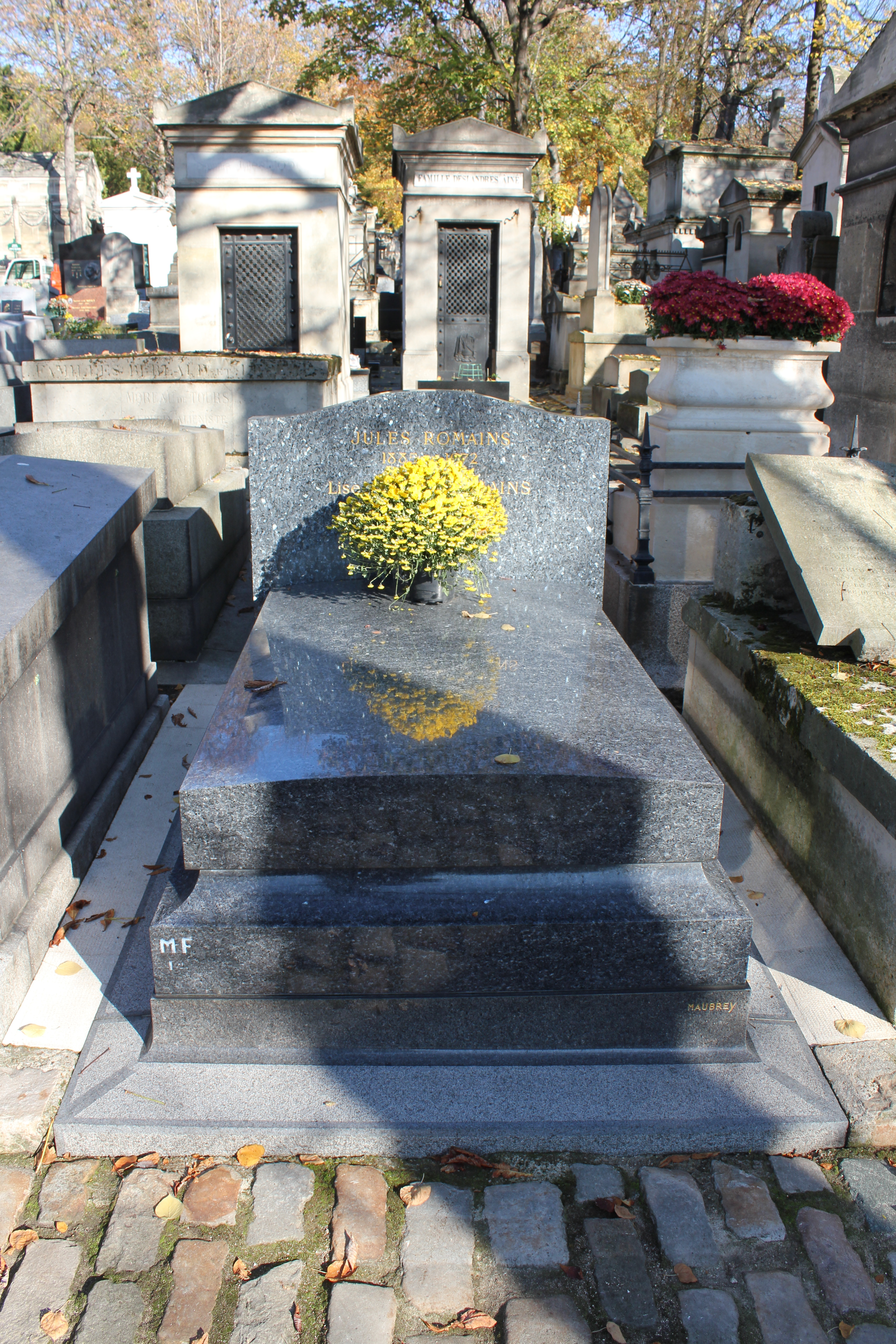
آرامگاه ژول رومن در گورستان پر-لاشز.

ژول-لوئی دو رومن (به فرانسوی: Jules-Louis de Farigoule, dit Jules Romains) نویسنده، شاعر و نمایشنامه‌نویس قرن بیستم میلادی اهل فرانسه است. او دانش‌آموخته رشته فلسفه بود و مدتی هم به تدریس فلسفه پرداخت، ولی پس از مدتی تدریس فلسفه را رها کرد و مابقی عمر خود را صرف ادبیات و پژوهش کرد.
ژول رومن، در ادبیات، پیرو نهضت صومعه بود و از دل همین نهضت، مکتب اونانیمیسم را بنیان نهاد. او در سال ۱۹۴۶ به عضویت فرهنگستان فرانسه درآمد.

## آثار

### نمایشنامه
- دکتر کنوک (۱۹۲۳)
- دیکتاتور (۱۹۲۶)

### رمان
- شهر باز ساخته (۱۹۰۶)
- زندگی بالاتفاق (۱۹۰۸)
- مرگ یک انسان (۱۹۱۱)
- لوسیان (۱۹۲۲)
- رادمردان (۴۶-۱۹۳۲) این اثر، طولانی‌ترین رمان بین سال‌های ۱۹۰۰ الی ۲۰۰۰ محسوب می‌شود و چشم‌اندازی کامل از تحولات اجتماعی فرانسه در سال‌های پیش از جنگ جهانی اول، زمان جنگ و بعد از آن است.

### آثار دیگر
- رساله کوچک نظم (۱۹۲۳) رومن این اثر را با کمک شنویر، دیگر عضو نهضت صومعه نوشت.